# Michel Garland
Pour les articles homonymes, voir Garland.
Michel Garland, né le 29 décembre 1930 à Amiens et mort le 1er mars 2024 à Menton, est un acteur français.

## Biographie
Il est élevé en Grande-Bretagne, ce qui fait de lui un parfait bilingue. Il fait le Conservatoire national d'art dramatique avec Jean-Paul Belmondo et Jean-Pierre Marielle et y remporte les prix de comédie classique et moderne.

## Filmographie

### Cinéma
- 1951 : L'Étrange Madame X de Jean Grémillon
- 1951 : La Rose rouge de Marcel Pagliero
- 1951 : Les Deux Monsieur de Madame de Robert Bibal
- 1951 : Dupont Barbès d'Henri Lepage
- 1959 : Pêcheur d'Islande de Pierre Schoendoerffer
- 1958 : Les Vignes du Seigneur de Jean Boyer
- 1960 : Interpol contre X de Maurice Boutel
- 1960 : Candide ou l'Optimisme du XXe siècle de Norbert Carbonnaux
- 1961 : Arrêtez les tambours de Georges Lautner
- 1961 : Aimez-vous Brahms ? d'Anatole Litvak
- 1961 : Alerte au barrage de Jacques-Daniel Norman
- 1964 : Une ravissante idiote d'Édouard Molinaro
- 1965 : La Métamorphose des cloportes de Pierre Granier-Deferre
- 1966 : Et la femme créa l'amour de Fabien Collin
- 1969 : Le Cerveau de Gérard Oury
- 1970 : Le Dernier Saut d'Édouard Luntz
- 1971 : Bof… Anatomie d'un livreur de Claude Faraldo
- 1972 : L'Île au trésor (Treasure Island) de John Hough
- 1974 : Paul et Michèle (Paul and Michelle) de Lewis Gilbert

### Télévision
- 1960 : Les Cinq Dernières Minutes, épisode no 16 : Dernier cri de Claude Loursais : Stefan Linz, jeune couturier
- 1968 : Les Cinq Dernières Minutes, épisode Traitement de choc de Claude Loursais
- 1971 : Aux frontières du possible : épisode : Attention : nécroses mentales de Victor Vicas
- 1972 : Les Évasions célèbres : Latude ou L'entêtement de vivre de Jean-Pierre Decourt

## Théâtre
- 1955 : Fantasio d'Alfred de Musset, mise en scène Julien Bertheau, Comédie-Française, élève du conservatoire
- 1955 : L'Annonce faite à Marie de Paul Claudel, mise en scène Julien Bertheau, Comédie-Française, élève du conservatoire
- 1957 : L'École des cocottes de Paul Armont & Marcel Gerbidon, mise en scène Jacques Charon, Théâtre Hébertot, Théâtre des Célestins
- 1963 : Thomas More ou l'homme seul de Robert Bolt, mise en scène Jean Vilar, TNP Théâtre de Chaillot, Festival d'Avignon
- 1963 : Lumières de bohème de Ramón María del Valle-Inclán, mise en scène Georges Wilson, TNP Théâtre de Chaillot
- 1966 : Histoire de rire d'Armand Salacrou, mise en scène Louis Arbessier, Théâtre des Célestins
- 1970 : La Puce à l'oreille de Georges Feydeau, mise en scène Jacques Charon, Théâtre des Célestins